# ShVAK
Lo ShVAK (in russo ШВАК - Шпиталный-Владимиров Авиационный Крупнокалиберный?, ŠVAK - Špital'nyj-Vladimirov Aviacionnyj Krupnokalibernyj, "Grande calibro per l'aeronautica Špital'nyj-Vladimirov") era un cannone automatico di tipo revolver ad uso aeronautico calibro 20 mm, progettato in Unione Sovietica da Boris Gavriilovič Špital'nyj e Semën Vladimirovič Vladimirov), ed utilizzato nei velivoli da combattimento della Sovetskie Voenno-vozdušnye sily durante la seconda guerra mondiale.

## Impiego
Introdotto nel 1934 venne rapidamente sostituito dai più potenti ed affidabili Berezin B-20, Volkov-Yartsev VYa-23 e Nudelman-Suranov NS-37.
Lo ShVAK venne installato in svariati modelli di velivoli di produzione sovietica tra i quali Yakovlev Yak-1, Polikarpov I-153 ed I-16, Lavochkin La-5 e La-7, Lavochkin Gorbunov Gudkov LaGG-3, le prime versioni dell'Ilyushin Il-2 e la versione modificata dai sovietici del britannico Hawker Hurricane prodotta su licenza.
Una versione modificata venne inoltre impiegata nei carri armati T-38 e T-60 ed identificata con la designazione TNSh (in russo ТНШ, танковая Нудельмана — Шпитального?, TNŠ, Tankovaja Nudel'mana-Špital'nogo).